# Томаш Полевка
Томаш Полевка (пољ. Tomasz Polewka; Груђондз, 5. август 1994) пољски је пливач и репрезентативац. Његова специјалности је пливање леђним стилом. Европски је првак из 2015. у дициплини 50 метара леђно у малим базенима. 

## Каријера
Дебитантски наступ на међународној сцени Полевка је имао 2012. на европском јуниорском првенству у Белгији где је као део пољске штафете на 4×100 мешовито био 7. у финалу. Нешто касније исте године учестовао је и на светском првенству у малим базенима, али без неких запаженијих резултата. 
Након двогодишње паузе у међународним такмичењима на светску сцену се враћа као члан пољске репрезентације на светском првенству 2015. у Казању где се такмичио у тркама на 50 и 100 метара леђно. У трци на 50 метара успео је да се пласира у своје прво полуфинале великих такмичења у каријери, а са резултатом 25,11 секунди колико је пливао у полуфиналној трци заузео је укупно 13. место. Дупло дужу деоницу препливао је за 54,26 секунди, што је било довољно за 19. место у квалификацијама. 
Пар месеци након дебија на светском првенству наступио је и на европском првенству у малим базенима где је остварио и свој највећи успех у каријери након што је освојио златну медаљу у трци на 50 метара леђно (испливавши ту деоницу за 22,96 секунди).  
На европском првенству у Лондону 2016. успео је да се пласира у финале на 50 метара (укупно био 7, уз лични рекорд), док је на 100 метара заузео 9. место у полуфиналу. Успео је да се квалификује за ЛОИ 2016. у Рију где је наступио у дисциплини 100 леђно, али је с временом 54,52 секунде био тек 26. у квалификацијама и није успео да се пласира у полуфинале. 
Значајније резултате остварио је и на светском првенству у Будимпешти 2017. где је успео да се пласира у полуфинала у обе појединачне трке. На 50 леђно био је 13. са временом од 24,95 секунди, док је на 100 леђно био 15. са временом од 54,12 секунди. Такође је пливао и у штафети 4×100 мешовито коју су Пољаци окончали на 10. месту у квалификацијама. 
На светском првенству у корејском Квангџуу 2019. такмичио се у трци на 50 леђно коју је окончао на 19. месту у квалификацијама и није успео да се пласира у даљи ток такмичења. 